# Зайцеворіченське сільське поселення
За́йцеворі́ченське сільське поселення (рос. Зайцевореченское сельское поселение) — сільське поселення у складі Нижньовартовського району Ханти-Мансійського автономного округу Тюменської області Росії.
Адміністративний центр та єдиний населений пункт — селище Зайцева Річка.
Населення сільського поселення становить 569 осіб (2017; 703 у 2010, 686 у 2002).